# Stazione Júlio Prestes
La stazione Júlio Prestes è una delle principali stazioni ferroviarie della città di San Paolo del Brasile.

## Storia
La stazione originaria, denominata Estação São Paulo, venne aperta il 10 luglio 1872 dalla Estrada de Ferro Sorocabana, una delle più importanti compagnie ferroviarie brasiliane.
La stazione moderna, che prende il nome da Júlio Prestes, presidente eletto del Brasile nel 1930 ma che non entrò mai in carica a causa di un golpe militare, è stata completata nel 1938.